# Nicolle Zellnerová
Nicolle Elisabeth Brigitte Zellnerová je americká astronomka, planetoložka a astrobioložka, která studuje pády asteroidů a meteoritů na Měsíc, zejména během období Pozdního velkého bombardování (Late Heavy Bombardment), výsledky těchto pádů na měsíčním povrchu v podobě úlomků horniny zvaných tektity ve vzhledu skla a vliv těchto pádů asteroidů a meteoritů na vývoj života na Zemi. Je známá také pro své publikační aktivity o výzkumu vesmíru. Je profesorkou fyziky a držitelkou ceny Herberta H. a Grace A. Dowových pro profesory přírodních věd na Albion College v Michiganu.

## Vzdělání a kariéra
Zellnerová studovala fyziku a astronomii na Wiskonsinské univerzitě v Madisonu, kterou absolvovala v roce 1993. Jako studentka pracovala na univerzitní observatoři Pine Bluff. K akademické kariéře v astronomii ji inspirovaly Marilyn Meade a Karen Bjorkman z Wisconsinu.
Poté, co pracovala na univerzitě a v Laboratoři tryskového pohonu jako vědecká pracovnice, se vrátila k postgraduálnímu studiu fyziky na Rensselaerově polytechnickém institutu. V roce 1998 získala magisterský titul na Rensselaerově polytechnickém institutu a v roce 2001 tamtéž dokončila doktorát. Její disertační práci s názvem Geochemie míst přistání Apolla a důkazy o dopadech na Měsíc před 3,9 miliardami lety vedli společně John Delano a Douglas Whittet.
Zellnerová byla poté postdoktorandským výzkumníkem v Rensselaerově polytechnickém institutu a v Národní laboratoři Lawrence Livermora a během této doby také zastávala několik externích fakultních pozic. V roce 2005 se stala odbornou asistentkou fyziky na Albion College, v roce 2010 získala titul docentky a v roce 2017 řádné profesorky. V roce 2019 jí byla udělena profesura Herberta a Grace Dowových v oboru přírodních věd.

## Ocenění
Zellnerová získala v roce 2021 medaili Carla Sagana za vynikající komunikaci s veřejností v planetární vědě, kterou uděluje Americká astronomická společnost, „za své efektivní a rozsáhlé osvětové aktivity, které oslovily rozmanité publikum a trvaly více než 20 let“. V roce 2022 ji Americká asociace pro rozvoj vědy jmenovala členkou.